# Рентгенівська абсорбційна спектроскопія

Переходи, що сприяють створенню країв рентгенівської спектроскопії поглинання

Рентге́нівська абсорбці́йна спектроскопі́я  англ. (X-ray absorption spectroscopy XAS) або рентгенівська спектроскопія поглинання
є широко використовуваним методом для визначення локальної геометричної та/або електронної структури речовини
 . Експеримент зазвичай проводиться на установках синхротронного випромінювання, які забезпечують інтенсивні рентгенівські пучки, що перебудовуються. Зразки можуть бути в газовій фазі, розчинах або твердих речовинах.

## Використання
Рентгенівська спектроскопія поглинання — це метод, який використовується в різних наукових галузях, зокрема у фізиці молекул і конденсованих речовин , у матеріалознавстві та інженерії, хімії, науках про Землю та біології. Зокрема, його унікальна чутливість до локальної структури, порівняно з рентгенівською дифракцією, була використана для вивчення:
- Аморфні тверді тіла та рідкі системи
- Тверді розчини
- Матеріали для легування та  іонної імплантації для електроніки
- Локальні спотворення кристалічних ґраток
- Металоорганічні сполуки
- Металопротеїни
- Металеві кластери
- Каталіз
- Іони в розчинах
- Рідка вода і водні розчини
- Використовується для виявлення переломів кісток
- Використовується для визначення концентрації будь-якої рідини в будь-якому резервуарі